# Закарпатский (Кривой Рог)
Закарпатский — исторический район, жилой массив в Терновском районе города Кривой Рог.

## История
Заложен в конце 1930-х годов. Среди первопоселенцев выходцы из Закарпатья.
Развитие получил в 1950—1960-х годах.

## Характеристика
Расположен в Терновском районе. Представляет собой частный сектор.
Имеет 3 улицы, до 90 домов. 